# Cyclops gnatho
Cyclops gnatho is een eenoogkreeftjessoort uit de familie van de Cyclopidae. De wetenschappelijke naam van de soort is voor het eerst geldig gepubliceerd in 1843 door Philippi.